# Rouslan Fedotenko
Rouslan Viktorovitch Fedotenko - en ukrainien Руслан Вікторович Федотенко et en anglais : Ruslan Fedotenko - (né le 18 janvier 1979 à Kiev en République socialiste soviétique d'Ukraine) est un joueur professionnel retraité de hockey sur glace ukrainien.

## Biographie

### Carrière en club
Il commence sa carrière dans le championnat d'Europe de l'Est de hockey sur glace en 1995-96 pour l'équipe de sa ville natale, le SHVSM Kiev. L'année suivante, il rejoint le TPS Turku du championnat de Finlande junior. Il joue également en division inférieure pour l'équipe senior du club de Kiekko-67 Turku.
Pour la saison suivante, il rejoint l'Amérique du Nord et la Ligue de hockey junior de la Saskatchewan pour la franchise des Mustangs de Melfort. En 1999-2000, il commence la saison dans l'ECHL avec les Titans de Trenton avant de rejoindre la Ligue américaine de hockey avec les Phantoms de Philadelphie. Il vient en effet de signer un contrat avec les Flyers de Philadelphie de la Ligue nationale de hockey sans passer par les repêchages.
En 2000-2001, il commence la saison avec l'équipe de la LAH mais très vite il va faire ses premiers matchs dans la LNH avec les Flyers. Après deux saisons, il prend la direction du Lightning de Tampa Bay avec deux choix de repêchage contre leur premier choix lors du repêchage 2002 (le choix sera Joni Pitkänen). Il gagne avec l'équipe 2003-2004 du Lightning la Coupe Stanley après avoir marqué les deux seuls buts de l'équipe lors d'une victoire 2-1 au septième match de la finale contre les Flames de Calgary.
En juillet 2006, le Lightning re-signe Fedotenko pour un contrat d'un an d'un montant de 1,65 million de dollars.
Le 3 juillet 2008, il signe un contrat avec les Penguins de Pittsburgh de un an d'une valeur estimée de 2,25 millions de dollars. Lors d'une réunion d'équipe avec le nouvel entraîneur, Dan Bylsma, il suggère à l'équipe un style de jeu offensif, comme celui utilisé lorsqu'il était avec le Lightning de Tampa Bay. Ce style de jeu les avait mené à la Coupe. Lors des séries de 2009, il récolte sept buts, sept passes en 24 matches alors que les Penguins remportent la coupe Stanley. Début juillet 2009, il prolonge d'un an son contrat avec les Penguins.
Le 1er juillet 2015 il signe un contrat d'une saison de 575 000$ avec le Wild du Minnesota. Il annonce son retrait de la compétition le 11 octobre 2016.

### Carrière internationale
Fedotenko a représenté l'Ukraine lors des Jeux olympiques d'hiver de 2002 à Salt Lake City (États-Unis) mais n'aura joué qu'un seul match (un but inscrit et 4 minutes de pénalités).

## Statistiques

### En club
| Saison     | Équipe                   | Ligue          |     | Saison régulière | Saison régulière | Saison régulière | Saison régulière | Saison régulière |    | Séries éliminatoires | Séries éliminatoires | Séries éliminatoires | Séries éliminatoires | Séries éliminatoires |
| Saison     | Équipe                   | Ligue          | PJ  | B                | A                | Pts              | Pun              | PJ               | B  | A                    | Pts                  | Pun                  |                      |                      |
| 1995-1996  | SHVSM Kiev               | VEHL           | 33  | 9                | 11               | 20               | 12               | -                | -  | -                    | -                    | -                    |                      |                      |
| 1995-1996  | HK Sokol Kiev            | Superliga      | 2   | 0                | 0                | 0                | 0                | -                | -  | -                    | -                    | -                    |                      |                      |
| 1996-1997  | TPS Turku                | Jr. A SM-Liiga | 11  | 1                | 1                | 2                | 2                | -                | -  | -                    | -                    | -                    |                      |                      |
| 1996-1997  | TPS Turku                | Jr. B SM-sarja | 3   | 3                | 2                | 5                | 2                | -                | -  | -                    | -                    | -                    |                      |                      |
| 1996-1997  | Kiekko-67 Turku          | I Divisioona   | 22  | 4                | 3                | 7                | 16               | -                | -  | -                    | -                    | -                    |                      |                      |
| 1996-1997  | Kiekko-67 Turku          | II Divisioona  | -   | -                | -                | -                | -                | 3                | 1  | 0                    | 1                    | 2                    |                      |                      |
| 1997-1998  | Mustangs de Melfort      | LHJS           | 68  | 35               | 31               | 66               | 55               | -                | -  | -                    | -                    | -                    |                      |                      |
| 1998-1999  | Musketeers de Sioux City | USHL           | 55  | 43               | 34               | 77               | 139              | 5                | 5  | 1                    | 6                    | 9                    |                      |                      |
| 1999-2000  | Titans de Trenton        | ECHL           | 8   | 5                | 3                | 8                | 9                | -                | -  | -                    | -                    | -                    |                      |                      |
| 1999-2000  | Phantoms de Philadelphie | LAH            | 67  | 16               | 34               | 50               | 42               | 2                | 0  | 0                    | 0                    | 0                    |                      |                      |
| 2000-2001  | Phantoms de Philadelphie | LAH            | 8   | 1                | 0                | 1                | 8                | -                | -  | -                    | -                    | -                    |                      |                      |
| 2000-2001  | Flyers de Philadelphie   | LNH            | 74  | 16               | 20               | 36               | 72               | 6                | 0  | 1                    | 1                    | 4                    |                      |                      |
| 2001-2002  | Flyers de Philadelphie   | LNH            | 78  | 17               | 9                | 26               | 43               | 5                | 1  | 0                    | 1                    | 2                    |                      |                      |
| 2002-2003  | Lightning de Tampa Bay   | LNH            | 76  | 19               | 13               | 32               | 44               | 11               | 0  | 1                    | 1                    | 2                    |                      |                      |
| 2003-2004  | Lightning de Tampa Bay   | LNH            | 77  | 17               | 22               | 39               | 30               | 22               | 12 | 2                    | 14                   | 14                   |                      |                      |
| 2005-2006  | Lightning de Tampa Bay   | LNH            | 80  | 26               | 15               | 41               | 44               | 5                | 0  | 0                    | 0                    | 20                   |                      |                      |
| 2006-2007  | Lightning de Tampa Bay   | LNH            | 80  | 12               | 20               | 32               | 52               | 4                | 0  | 0                    | 0                    | 4                    |                      |                      |
| 2007-2008  | Islanders de New York    | LNH            | 67  | 16               | 17               | 33               | 40               | -                | -  | -                    | -                    | -                    |                      |                      |
| 2008-2009  | Penguins de Pittsburgh   | LNH            | 65  | 16               | 23               | 39               | 44               | 24               | 7  | 7                    | 14                   | 4                    |                      |                      |
| 2009-2010  | Penguins de Pittsburgh   | LNH            | 80  | 11               | 19               | 30               | 50               | 6                | 0  | 0                    | 0                    | 4                    |                      |                      |
| 2010-2011  | Rangers de New York      | LNH            | 66  | 10               | 15               | 25               | 25               | 5                | 0  | 2                    | 2                    | 4                    |                      |                      |
| 2011-2012  | Rangers de New York      | LNH            | 73  | 9                | 11               | 20               | 16               | 20               | 2  | 5                    | 7                    | 8                    |                      |                      |
| 2012-2013  | Donbass Donetsk          | KHL            | 33  | 8                | 10               | 18               | 22               | -                | -  | -                    | -                    | -                    |                      |                      |
| 2012-2013  | Flyers de Philadelphie   | LNH            | 47  | 4                | 9                | 13               | 12               | -                | -  | -                    | -                    | -                    |                      |                      |
| 2013-2014  | Donbass Donetsk          | KHL            | 46  | 7                | 10               | 17               | 42               | 13               | 0  | 6                    | 6                    | 35                   |                      |                      |
| 2014-2015  | Wild de l'Iowa           | LAH            | 13  | 3                | 0                | 3                | 6                | -                | -  | -                    | -                    | -                    |                      |                      |
| 2015-2016  | Wild de l'Iowa           | LAH            | 16  | 0                | 4                | 4                | 8                | -                | -  | -                    | -                    | -                    |                      |                      |
| Totaux LNH | Totaux LNH               | Totaux LNH     | 863 | 173              | 193              | 366              | 472              | 108              | 22 | 18                   | 40                   | 66                   |                      |                      |

### En équipe nationale
| Année | Évènement                   |   | PJ | B | A | Pts | +/- | Pun                          |  | Résultat |
| 1997  | Championnat du monde junior | 7 | 3  | 0 | 3 |     | 8   | Cinquième place du mondial B |  |          |
| 2002  | Jeux olympiques             | 1 | 1  | 0 | 1 | +2  | 4   | Dixième place                |  |          |